# Liste der Monuments historiques in Thieffrain
Die Liste der Monuments historiques in Thieffrain führt die Monuments historiques in der französischen Gemeinde Thieffrain auf.

## Liste der Objekte
| Bezeichnung                   | Beschreibung                                       | Standort                       | Kennzeichnung | Schutzstatus | Datum | Bild |
| ----------------------------- | -------------------------------------------------- | ------------------------------ | ------------- | ------------ | ----- | ---- |
| Gemälde Flucht nach Ägypten   | Ölfarbe auf Leinwand, 1786 von Pierre Cossard      | in der Kirche St-Mammes (Lage) | PM10004287    | Inscrit      | 1980  |      |
| Wurzel-Jesse-Fen              | aus dem 16. Jahrhundert                            | in der Kirche St-Mammes (Lage) | PM10002204    | Classé       | 1908  |      |
| Gemälde Mariä Himmelfahrt     | Ölfarbe auf Holz, Ende des 16. Jahrhunderts        | in der Kirche St-Mammes (Lage) | PM10002211    | Classé       | 1977  |      |
| Gemälde Anbetung der Hirten   | Ölfarbe auf Leinwand, 17. Jahrhundert              | in der Kirche St-Mammes (Lage) | PM10002210    | Classé       | 1977  |      |
| Skulptur Madonna mit Kind (1) | Kalkstein, farbig gefasst, 16. Jahrhundert         | in der Kirche St-Mammes (Lage) | PM10002205    | Classé       | 1908  |      |
| Glocke                        | Bronze, 1553 gegossen                              | in der Kirche St-Mammes (Lage) | PM10002207    | Classé       | 1913  |      |
| Skulptur Heiliger Mamas       | Kalkstein, farbig gefasst, 16. Jahrhundert         | in der Kirche St-Mammes (Lage) | PM10002208    | Classé       | 1977  |      |
| Gemälde Kreuztragung          | Ölfarbe auf Leinwand, 16. Jahrhundert              | in der Kirche St-Mammes (Lage) | PM10002203    | Classé       | 1908  |      |
| Truhe                         | Eichenholz, 16. Jahrhundert; Verbleib unbekannt    | in der Kirche St-Mammes (Lage) | PM10002206    | Classé       | 1908  |      |
| Skulptur Madonna mit Kind (2) | Kalkstein, ehemals farbig gefasst, 14. Jahrhundert | in der Kirche St-Mammes (Lage) | PM10002202    | Classé       | 1894  |      |
| Skulptur Heiliger Gangolf     | Kalkstein, ehemals farbig gefasst, 16. Jahrhundert | in der Kirche St-Mammes (Lage) | PM10002209    | Classé       | 1977  |      |